# 구마촌 (사가현)
구마촌(久間村)은 사가현 후지쓰군에 있던 촌이다. 현재의 우레시노시에 해당한다.

## 지리
시오타강의 중류 지역에 위치하였다. 서부는 고쿠조산, 동부는 기시마산의 기슭부에, 중앙부와 남부는 시오타강과 그 지류인·이리에강, 야와타강을 따라 평지가 소재.

## 역사
- 1889년 4월 1일 - 정촌제 시행에 의해 후지쓰군 고초다촌이 성립하였다.
- 1955년 11월 1일 기시마군 아리아케촌 오아자 후카우라지 우시마다가 편입되었다.
- 1956년 9월 1일 - 구 시오타정, 구마촌과 합병해 새로운 시오타정이 성립하여 폐지되었다.

## 교통

### 철도
- 일본국유철도
  - 나가사키 본선

## 참고문헌
- 角川日本地名大辞典 41 佐賀県
- 『市町村名変遷辞典』東京堂出版、1990年。